# Cruz Verde II
Cruz Verde II är en ort i Mexiko.   Den ligger i kommunen Ometepec och delstaten Guerrero, i den sydöstra delen av landet, 300 km söder om huvudstaden Mexico City. Cruz Verde II ligger 316 meter över havet och antalet invånare är 587.
Terrängen runt Cruz Verde II är kuperad. Runt Cruz Verde II är det ganska tätbefolkat, med 116 invånare per kvadratkilometer. Närmaste större samhälle är Ometepec, 12,1 km väster om Cruz Verde II. Omgivningarna runt Cruz Verde II är en mosaik av jordbruksmark och naturlig växtlighet.